# كلارنس بيترسن
كلارنس بيترسن هو سياسي كندي، ولد في 25 يوليو 1952، وتوفي في 28 مارس 2018 في مانيتوبا في كندا. حزبياً، نشط في New Democratic Party of Manitoba ‏.